# Talpas kereszt
Névváltozatok: szélesvégű kereszt (Pallas n. lex), lekerekített széles végű kereszt, bizánci kereszt, vaskereszt, teuton kereszt

fr: croix pattée, en: cross pattee, crosse pattée, cross patty, cross formée, cross formy, de: Tatzenkreuz, Mantuanisches Kreuz, Templerkreuz, Kanonenkreuz

Rövidítések:

A talpas kereszt olyan keresztforma, melynek szárai kevésbé vagy erősebben ívesen vagy ritkábban, egyenesen kifelé hajlanak. Ha a szárak hossza egyenlő, a görög kereszt altípusához tartoznak, ha az egyik (függőleges) szár hosszabb, a latin kereszt egyik fajtájáról van szó. Francia és német nevét onnan kapta, hogy a szélesebb vége a keskenyebb középnek mintegy a talpát képezi, melyre a kereszt felállítható.    
Gyakran azonosítják a keresztesekkel és az egyházi lovagrendekkel, mint a Német Lovagrend, a Templomosok vagy a Johanniták, de ezek címereikben általában másfajta kereszteket használtak. Eredetileg a szentelőkereszt szárai voltak ívesek. Tirolban a Napóleon-elleni harc egyik jelképe volt.     

## Változatai
Sokféle változata ismert. Eltérő szélességben fordulhat elő. Ha a közepére négyzet van helyezve, kockás talpaskereszt (de: quadrierten Tatzenkreuz) a neve. A közepén lehet ugyanolyan színű kispajzs is. Különféle osztóvonalakkal is megrajzolható, mint pl. fogas vonallal (fogazott talpas kereszt, de: Zahnentatzenkreuz). Egyik legismertebb változata a máltai kereszt.    

Konkáv szárú talpas kereszt (ívelt oldalú talpas kereszt, bizánci kereszt), mely "vaskeresztként" is ismert; a talpas kereszt alaptípusa
Talpas végű kereszt, csak a végei hajlanak ki
Enyhén ívelt talpas kereszt (máltai kereszt [Bertényi új m. 98.], szárvégei felé szélesedő görög kereszt [Gömbös 147.], talpas szárvégű görög kereszt [Gömbös 71.])
Máltai kereszt (Bertényi Új m. 98.)
Villásvégű talpas kereszt (de: Schwalbenschwanzkreuz)
Lúdtalpkereszt (en: cross patonce, de: Gänsefußkreuz), szárai stilizált lúdtalpakban vagy hármas osztatú levélformában végződnek, a liliomvégű kereszt egyik változata
Lúdtalpkereszt (fr: croix enhendée, en: cross patonce, es: cruz enhendida, it:	croce rifesso, nl: gescheiden kruis)
Mancsos alakú talpas kereszt, csak a vége hajlik ki ívesen és homorodik be (néha)
Bárdos kereszt (fr: croix pattée alésée arrondie, de: Partenkreuz, Zirkelkreuz)
Felszentelési (talpas) kereszt (de: Zirkelschlagkreuz, en: globical cross, consecration cross)
Mantuai kereszt (Bárczay 117., la: crux pedata, fr: croix patée, de: Tazen-Kreuz, Mantuanisches Kreuz)
Ékszárú talpas kereszt (en: cross pattée triangular)
Ágyús [talpas] talpas kereszt (de: geradearmige Tatzenkreuz, cs: dělový kříž); egyik változata a máltai kereszt; Svédországban Szent György keresztnek nevezik
Háromszög-szárú talpas kereszt (en: cross pattée formée)
Liliomvégű talpas kereszt (fr: croix pattée fleuronnée, de: Kleeblattazenkreuz)
Talpas árnyékkereszt gyöngyökkel
A Német Lovagrend keresztje
Szent Flórián kereszt (en: Florian cross), Lengyelország, Ausztria és a tűzoltók védőszentjének keresztje, hasonló a lúdtalpkereszthez; Amerikában gyakori a tűzoltószervezetek jelvényén
A Szent Flórián kereszt (en: Florian cross) másik változata, a Szent Flórián és más rendjelek keresztje
Novgorodi kereszt (ru: Новгородский крест)
Canterbury-kereszt (en: Canterbury cross), az anglikán egyházban használt kereszt, egy 1867-ben Canterbury-ben kiásott, 850 körüli angolszász kereszt stilizált változata
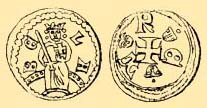
Talpas kereszt IV. Béla ezüstdénárán
Tulúzi kereszt (fr: croix de Toulouse, croix occitane, croix du Languedoc, r. fr: crotz occitana, en: Occitan cross, cross of Occitania, cross of Languedoc, cross of Forcalquier, Toulouse cross, Cathar cross, entrailed cross, Huguenot cross, de: tolosanisches Kreuz, Tolosanerkreuz, r. de: Schlüsselkreuz, Schlüsselringkreuz, la: crux Tolosana), a tulúzi grófok címeréből vett kereszt; a belseje üres (vagyis árnyékkereszt)
Tulúzi (árnyék-)kereszt (de: beknöpftes ausgebrochenes Schlüsselkreuz, Tolosanerkreuz, Schlüsselbordkreuz, Schlüsselkreuz, Schlüsselringenkreuz, Blattkreuz) a tulúzi grófok címeréből
Tulúzi kereszt (pízai kereszt, pisanoi kereszt, en: cross clechée)
Hegyesvégű talpas kereszt (fr: croix pattée fichée, de: Nagelspitzkreuz, Nagelspitzentatzenkreuz)
Hegyesvégű talpas latin kereszt
Villázott talpas kereszt (en: cross pattée notched V-shaped)
Tárcsázott talpas kereszt (en: cross pattée notched rounded, cross patée with one engrail, cross pattée in each end a small semicircle)
Ormózott talpas kereszt (en: cross pattée notched squared, de: Welschzinnenkreuz)
Fecskefarkazott talpas kereszt (en: cross pattée notched dovetailed)
Talpas kereszt pajzson, a szárak közötti részeket az alakjuk után néha manduláknak (de: Mandeln) is nevezik
Ötágú (talpas) kereszt (fr: croix à 5 bras, en: cross formy of 5 arms, de: fünfarmiges Tatzenkreuz, es:	cruz de cinco brazos, it: croce a cinque bracci, nl: vijfarmig kruis)